# Bodiluddelingen 2001
Bodiluddelingen 2001 blev afholdt den 4. marts 2001 i Imperial i København og markerede den 54. gang at Bodilprisen blev uddelt. Uddelingens værter var Peter Mygind og Birgitte Raaberg.
Per Flys Bænken og Lone Scherfigs Italiensk for begyndere dominerede uddelingen og holdt henholdsvis 5 og 6 nomineringer hver, og det blev Bænken, der modtog flest priser, da den vandt for bedste danske film, bedste mandlige hovedrolle og bedste mandlige birolle. Dette blev Jesper Christensens tredje Bodil og Nicolaj Kopernikus' første. Prisen for bedste kvindelige hovedrolle gik til islandske sangerinde Björk, der indtog hovedrollen i Lars von Triers internationale drama Dancer in the dark.
Uddelingens Æres-Bodil blev tildelt Peter Aalbæk Jensen, Ib Tardini og Vibeke Windeløv, producerer hos filmselskabet Zentropa, som en hyldest for deres og Zentropas store indsats og betydning for dansk films udvikling op gennem 90’erne.
Ved denne uddeling undergik to af kategorierne navneforandring, da kategorien "bedste europæiske film" ændrede navn til "bedste ikke-amerikanske film", og " bedste ikke-europæiske film" ændrede navn (tilbage) til "bedste amerikanske film", som kategorien hed fra uddelingens begyndelse i 1948.

## Vindere
| Bedste mandlige hovedrolle | Bedste kvindelige hovedrolle |
| --- | --- |
| - Jesper Christensen for Bænken - Anders W. Berthelsen for Italiensk for begyndere - Peter Gantzler for Italiensk for begyndere - Søren Pilmark for Blinkende lygter - Thure Lindhardt for Her i nærheden                                   | - Björk for Dancer in the Dark - Anette Støvelbæk for Italiensk for begyndere - Ann Eleonora Jørgensen for Italiensk for begyndere - Ghita Nørby for Her i nærheden |
| Bedste mandlige birolle | Bedste kvindelige birolle |
| - Nicolaj Kopernikus for Bænken - Ole Thestrup for Blinkende lygter - Henning Moritzen for Her i nærheden | - Lene Tiemroth for Italiensk for begyndere - Stine Holm Joensen for Bænken - Sarah Boberg for Bænken                                                               |
| Bedste danske film | Bedste amerikanske film |
| - Bænken af Per Fly - Blinkende lygter af Anders Thomas Jensen - Dancer in the Dark af Lars von Trier - Italiensk for begyndere af Lone Scherfig - Mirakel af Natasha Arthy                                                                 | - American Beauty af Sam Mendes - Being John Malkovich af Spike Jones - Magnolia af Paul Thomas Anderson - The Insider - Æblemostreglementet af Lasse Hallström     |
| Bedste ikke-amerikanske film | Bedste dokumentarfilm |
| - Tiger på spring, drage i skjul af Ang Lee (Kina) - East Is East af Damien O'Donnell (Storbritannien) - Flugten fra hønsegården af Nick Park (Storbritannien) - Vejen hjem af Zhang Yimou (Kina) - Tilsammans af Lukas Moodysson (Sverige) | - ikke uddelt |

## Øvrige priser

### Æres-Bodil
- Peter Aalbæk Jensen, Ib Tardini og Vibeke Windeløv - producerer hos Zentropa.